# Juni 2013
| Juni 2013 |
| Månader under 2013: Januari · Februari · Mars · April · Maj · Juni · Juli · Augusti · September · Oktober · November · December ← December 2012 · Januari 2014 → |

## Händelser

### 19–27 juni
- Busschaufförer i Stockholm, Solna, Sundbyberg, Sollentuna, Södertälje och Umeå går ut i strejk sedan Bussarbetsgivarna och Kommunal inte har lyckats komma överens om ett nytt avtal.[1] Strejken avblåses den 27 juni.